# Carsten Paulun
Carsten Paulun (* 26. Februar 1967 in Hamburg) ist ein deutscher Journalist und Reporter.

## Karriere
Paulun arbeitet seit 1990 als Autojournalist, Testfahrer und Reporter. Nach seiner Ausbildung zum Industriekaufmann wechselte er 1990 zum Axel Springer Verlag, zunächst als freier Redakteur bei Auto Bild, dann als Volontär bei der BILD-Zeitung. 1995 übernahm er als Verantwortlicher Redakteur die Leitung des Ressorts Motor + Technik bei der BILD-Zeitung. 2001 wurde er stellvertretender Ressortleiter Auto, Motor + Technik bei BILD und bei BILD am SONNTAG. 2008 übernahm er die Alleinverantwortung des Ressorts bei BILD, von 2012 bis 2015 zusätzlich das Autoressort bei BILD am SONNTAG. Daneben verantwortete er für BILD am SONNTAG die Vergabe des Goldenen Lenkrads. Seine Fahrberichte, Fahrzeugtests und Reportagen erschienen bei Auto Bild, Auto Bild Reisemobil, BILD, BILD am SONNTAG, BILD Woche, WELT am SONNTAG sowie deren Online-Ausgaben. Neben Textarbeiten veröffentlicht Paulun auch Fotos und Videobeiträge, darunter auch Reisereportagen.
Nach seinem Weggang von Axel Springer gründete Paulun 2015 die Agentur PSP67. Sie berät internationale Automobilhersteller und Automobilzulieferer sowie Werbe- und Marketingagenturen. Daneben berät Paulun Nichtregierungsorganisationen zu Fragen der Krisenkommunikation. Paulun lebt in Ahrensburg bei Hamburg.

## Preise und Rekorde
- Paulun wurde 1998 vom damaligen bayerischen Innenminister Günther Beckstein mit dem Joseph-Ströbl-Preis für Verkehrssicherheit ausgezeichnet.[3]

- Gemeinsam mit Gerhard Plattner errang Paulun 1997 den Rekord für die schnellste Nord-Süd-Durchquerung der USA in einem Audi A8 (4 Tage, 11 Stunden, 38 Minuten).[4][5][6]

- Ebenfalls zusammen mit Plattner holte Paulun im Mai 1993 der Rekord für die meisten gefahrenen Autokilometer mit nur einer Tankfüllung (Audi 100 2.5 TDI, 2800,4 km mit einer Tankfüllung (80 Liter), 41 km/h Durchschnittsgeschwindigkeit, 2,8 Liter/100 km Durchschnittsverbrauch).[7]